# Saison 2021-2022 de l'Union sportive arlequins perpignanais
Cette page présente la saison 2021-2022 de l'Union sportive arlequins perpignanais en Top 14 et en Challenge européen.

## Entraineurs
- Patrick Arlettaz : Entraineur principal
- David Marty : Entraineur des trois quarts
- Perry Freshwater : Entraineurs des avants
- Gérald Bastide : Entraîneur de la défense et de la technique individuelle

## Effectif
| Nom                   | Poste              | Naissance         | Nationalité sportive | Sélections | Dernier club                 | Arrivée au club (année) |
| --------------------- | ------------------ | ----------------- | -------------------- | ---------- | ---------------------------- | ----------------------- |
| Sacha Lotrian         | Pilier             | 14 août 2000      | France               |            | Formé au club                | 2019                    |
| Sami Mavinga (en)     | Pilier             | 25 mars 1993      | France               |            | Stade français               | 2021                    |
| Giorgi Tetrashvili    | Pilier             | 31 août 1993      | Géorgie              |            | SU Agen                      | 2021                    |
| Akato Fakatika        | Pilier             | 31 janvier 2001   | France               |            | Formé au club                | 2020                    |
| Siua Halanukonuka     | Pilier             | 9 août 1986       | Tonga                |            | Glasgow Warriors             | 2020                    |
| Vakhtang Jintcharadze | Pilier             | 8 novembre 1999   | Géorgie              |            | Formé au club                | 2019                    |
| Arthur Joly           | Pilier             | 20 février 1988   | France               | -          | Stade rochelais              | 2021                    |
| Davit Kubriashvili    | Pilier             | 3 décembre 1986   | Géorgie              |            | FC Grenoble                  | 2020                    |
| Seilala Lam           | Talonneur          | 18 février 1989   | Samoa                |            | USO Nevers                   | 2017                    |
| Victor Montgaillard   | Talonneur          | 16 juillet 2002   | France               | -          | Formé au club                | 2021                    |
| Mike Tadjer           | Talonneur          | 10 mars 1989      | Portugal             |            | US Montauban                 | 2021                    |
| Killian Taofifénua    | Talonneur          | 20 juillet 2000   | France               | -          | Formé au club                | 2020                    |
| Lucas Velarte         | Talonneur          | 24 octobre 1998   | France               | -          | Formé au club                | 2019                    |
| Tevita Cavubati       | Deuxième ligne     | 12 août 1987      | Fidji                |            | Harlequins                   | 2021                    |
| Shahn Eru             | Deuxième ligne     | 20 septembre 1989 | Îles Cook            |            | Bay of Plenty                | 2017                    |
| Piula Faasalele       | Deuxième ligne     | 22 janvier 1988   | Samoa                |            | Stade toulousain             | 2019                    |
| Tristan Labouteley    | Deuxième ligne     | 12 avril 1995     | France               | -          | Union Bordeaux Bègles        | 2017                    |
| Nafi Ma'afu           | Deuxième ligne     | 18 juin 1998      | États-Unis           | -          | Formé au club                | 2020                    |
| Andrei Mahu           | Deuxième ligne     | 3 septembre 1991  | Moldavie             |            | London Irish                 | 2021                    |
| Guillaume Marin       | Deuxième ligne     | 2001              | France               |            | Formé au club                | 2021                    |
| Lucas Bachelier       | Troisième ligne    | 26 mars 1995      | France               | -          | Formé au club                | 2014                    |
| Alan Brazo            | Troisième ligne    | 31 mai 1992       | France               | -          | Formé au club                | 2014                    |
| Damien Chouly         | Troisième ligne    | 27 novembre 1985  | France               |            | ASM Clermont                 | 2019                    |
| Matthieu Ugena        | Troisième ligne    | 25 juillet 1995   | France               | France -20 | Section paloise              | 2021                    |
| Karl Chateau          | Troisième ligne    | 15 juin 1992      | France               | -          | Stade toulousain             | 2013                    |
| Genesis Mamea Lemalu  | Troisième ligne    | 22 septembre 1988 | Samoa                |            | CS Bourgoin-Jallieu          | 2016                    |
| Joaquin Oviedo        | Troisième ligne    | 17 juillet 2001   | Argentine            | - 20 ans   | Jaguares                     | 2021                    |
| Sadek Deghmache       | Demi de mêlée      | 5 octobre 1995    | France               | -          | Formé au club                | 2016                    |
| Tom Ecochard          | Demi de mêlée      | 14 décembre 1992  | France               | -          | RC Narbonne                  | 2010                    |
| Martín Landajo        | Demi de mêlée      | 14 juin 1988      | Argentine            |            | Harlequins                   | 2021                    |
| Matéo Jeune-Joly      | Demi de mêlée      | 4 décembre 2001   | France               | -          | Formé au club                | 2021                    |
| Matteo Rodor          | Demi d'ouverture   | 4 juillet 1999    | France               | -          | Formé au club                | 2019                    |
| Patricio Fernandez    | Demi d'ouverture   | 11 octobre 1994   | Argentine            |            | Lyon OU                      | 2020                    |
| Thibauld Suchier      | Demi d'ouverture   | 20 juin 1991      | France               | -          | AS Béziers                   | 2019                    |
| Tristan Tedder        | Demi d'ouverture   | 17 avril 1996     | Afrique du Sud       | -          | AS Béziers                   | 2021                    |
| Jerónimo de la Fuente | Trois-quart centre | 24 février 1991   | Argentine            |            | Jaguares                     | 2020                    |
| Alivereti Duguivalu   | Trois-quart centre | 21 juillet 1997   | Fidji                | -          | Formé au club                | 2017                    |
| Ethan Randle          | Trois-quart centre | 18 septembre 2002 | Angleterre           | -          | Formé au club                | 2021                    |
| Afusipa Taumoepeau    | Trois-quart centre | 26 janvier 1990   | Tonga                | -          | Castres Olympique            | 2018                    |
| Mathieu Acebes        | Trois-quart centre | 1er août 1987     | France               | -          | Section paloise              | 2016                    |
| Brayden Wiliame       | Trois-quart centre | 17 décembre 1992  | Fidji                | à XIII     | St. George Illawarra Dragons | 2021                    |
| Emmanuel Vaitulukina  | Trois-quart centre | 5 juillet 2001    | France               | -          | Formé au club                | 2021                    |
| Baptiste Plana        | Trois-quart aile   | 12 octobre 1999   | France               | -          | Formé au club                | 2021                    |
| George Tilsley        | Trois-quart aile   | 27 février 1992   | Nouvelle-Zélande     | -          | Union Bordeaux Bègles        | 2019                    |
| Jean-Bernard Pujol    | Trois-quart aile   | 11 avril 1992     | France               | -          | Stade toulousain             | 2014                    |
| Lucas Dubois          | Trois-quart aile   | 9 juin 1998       | France               | -          | Formé au club                | 2019                    |
| Edward Sawailau       | Trois-quart aile   | 4 avril 1996      | Fidji                | -          | Valence Romans Drôme Rugby   | 2021                    |
| Bautista Delguy       | Trois-quart aile   | 22 avril 1997     | Argentine            |            | Union Bordeaux Bègles        | 2021                    |
| Léo Darrélatour       | Arrière            | 8 septembre 2000  | France               | -          | Formé au club                | 2022                    |
| Julien Farnoux        | Arrière            | 24 avril 1993     | France               | -          | ASM Clermont Auvergne        | 2014                    |
| Melvyn Jaminet        | Arrière            | 30 juin 1999      | France               |            | Formé au club                | 2020                    |

## Calendrier et résultats

### Top 14
| - CA Brive - USA Perpignan : 36-15 - USA Perpignan - Biarritz olympique : 33-20 - Lyon OU - USA Perpignan : 47-3 - USA Perpignan - RC Toulon : 12-9 - USA Perpignan - Section paloise : 14-29 - Racing 92 - USA Perpignan : 17-14 - USA Perpignan - Stade français : 22-23 - Union Bordeaux Bègles - USA Perpignan : 39-13 - USA Perpignan - Stade rochelais : 22-13 - Stade toulousain - USA Perpignan : 37-15 - USA Perpignan - ASM Clermont : 26-24 - Montpellier HR - USA Perpignan : 30-6 - USA Perpignan - Castres olympique : 19-20 | - USA Perpignan - CA Brive : 27-10 - Biarritz olympique - USA Perpignan : 23-25 - USA Perpignan - Lyon OU : 23-28 - RC Toulon - USA Perpignan : 29-18 - Section paloise - USA Perpignan : 27-22 - USA Perpignan - Racing 92 : 34-13 - Stade français - USA Perpignan : 27-17 - USA Perpignan - Union Bordeaux Bègles : 22-15 - Stade rochelais - USA Perpignan : 32-16 - USA Perpignan - Stade toulousain : 36-13 - ASM Clermont - USA Perpignan : 52-12 - USA Perpignan - Montpellier HR : 13-23 - Castres olympique - USA Perpignan : 28-12 |

#### Classement Top 14
| Rang | Club                  | J  | V  | N | D  | Bo | Bd | Pm  | Pe  | Diff | Pts |
| ---- | --------------------- | -- | -- | - | -- | -- | -- | --- | --- | ---- | --- |
| 1    | Castres olympique     | 26 | 17 | 1 | 8  | 5  | 1  | 565 | 529 | +36  | 76  |
| 2    | Montpellier HR        | 26 | 15 | 2 | 9  | 4  | 6  | 619 | 503 | +116 | 74  |
| 3    | Union Bordeaux Bègles | 26 | 15 | 1 | 10 | 5  | 5  | 610 | 484 | +126 | 72  |
| 4    | Stade toulousain      | 26 | 15 | 0 | 11 | 6  | 5  | 638 | 432 | +206 | 71  |
| 5    | Stade rochelais       | 26 | 15 | 0 | 11 | 6  | 5  | 640 | 466 | +174 | 71  |
| 6    | Racing 92             | 26 | 16 | 0 | 10 | 4  | 2  | 661 | 568 | +93  | 70  |
| 7    | ASM Clermont          | 26 | 14 | 0 | 12 | 6  | 4  | 649 | 557 | +92  | 66  |
| 8    | RC Toulon             | 26 | 13 | 2 | 11 | 4  | 5  | 572 | 504 | +68  | 65  |
| 9    | Lyon OU               | 26 | 13 | 0 | 13 | 6  | 6  | 637 | 558 | +79  | 64  |
| 10   | Section paloise       | 26 | 11 | 1 | 14 | 1  | 3  | 568 | 664 | -96  | 50  |
| 11   | Stade français Paris  | 26 | 11 | 0 | 15 | 2  | 4  | 544 | 651 | -107 | 50  |
| 12   | CA Brive              | 26 | 9  | 1 | 16 | 4  | 4  | 453 | 631 | -178 | 46  |
| 13   | USA Perpignan P       | 26 | 9  | 0 | 17 | 2  | 5  | 491 | 664 | -173 | 43  |
| 14   | Biarritz olympique P  | 26 | 5  | 0 | 21 | 1  | 3  | 449 | 885 | -436 | 24  |

### Barrage d'accession
Le club classé à la 13e place au classement à l'issue de la saison régulière dispute à l'extérieur un match d'accession contre le finaliste de Pro D2. Le gagnant joue en première division la saison suivante.
| Match d'accession 12 juin 2022 17 h 45 | Stade montois | 16 - 41 (16 - 16) | USA Perpignan | Stade André-et-Guy-Boniface à Mont-de-Marsan Diffuseur : Canal+ |
| Match d'accession 12 juin 2022 17 h 45 |               |                   |               | Stade André-et-Guy-Boniface à Mont-de-Marsan Diffuseur : Canal+ |
| Match d'accession 12 juin 2022 17 h 45 |               |                   |               | Stade André-et-Guy-Boniface à Mont-de-Marsan Diffuseur : Canal+ |

### Challenge européen
Dans la challenge européen, l'USA Perpignan fait partie de la poule B et est opposée aux français du Lyon OU, aux anglais du Gloucester Rugby, aux gallois du Newport Dragons et aux Italiens des Benetton Rugby.
| - USA Perpignan - Newport Dragons : 22-16 - USA Perpignan - Lyon OU : 6-37 - Gloucester Rugby - USA Perpignan : 68-19 - Benetton Rugby - USA Perpignan : 17-7 |

| Rang | Club                  | J | V | N | D | Bo | Bd | Pm  | Pe  | Diff | Pts |
| ---- | --------------------- | - | - | - | - | -- | -- | --- | --- | ---- | --- |
| 1    | Lyon OU               | 4 | 4 | 0 | 0 | 2  | 0  | 122 | 57  | +65  | 18  |
| 2    | Gloucester RFC        | 4 | 3 | 0 | 1 | 3  | 1  | 161 | 84  | +77  | 16  |
| 3    | Benetton Trévise      | 4 | 2 | 0 | 2 | 0  | 0  | 75  | 95  | -20  | 8   |
| 4    | USA Perpignan         | 4 | 1 | 0 | 3 | 0  | 0  | 54  | 138 | -84  | 4   |
| 5    | Newport Gwent Dragons | 4 | 0 | 0 | 4 | 0  | 2  | 74  | 112 | -38  | 2   |

## Statistiques

### Championnat de France
Meilleurs réalisateurs
| Rang | Joueur | Poste | Points | Essais | Transf. | Pén. | Drops |
| ---- | ------ | ----- | ------ | ------ | ------- | ---- | ----- |
| 1    | -      | -     | -      | -      | -       | -    | -     |
| 2    | -      | -     | -      | -      | -       | -    | -     |
| 3    | -      | -     | -      | -      | -       | -    | -     |

Meilleurs marqueurs
| Rang | Joueur | Poste | Essais |
| ---- | ------ | ----- | ------ |
| 1    | -      | -     | -      |
| 2    | -      | -     | -      |
| 3    | -      | -     | -      |
| 4    | -      | -     | -      |
| 5    | -      | -     | -      |

### Challenge européen
Meilleurs réalisateurs
| Rang | Joueur | Poste | Points | Essais | Transf. | Pén. | Drops |
| ---- | ------ | ----- | ------ | ------ | ------- | ---- | ----- |
| 1    | -      | -     | -      | -      | -       | -    | -     |
| 2    | -      | -     | -      | -      | -       | -    | -     |
| 3    | -      | -     | -      | -      | -       | -    | -     |

Meilleurs marqueurs
| Rang | Joueur | Poste | Essais |
| ---- | ------ | ----- | ------ |
| 1    | -      | -     | -      |
| 2    | -      | -     | -      |
| 3    | -      | -     | -      |
| 4    | -      | -     | -      |
| 5    | -      | -     | -      |